# Jean-François Jacques
Jean-François „J. F.“ Jacques (* 29. April 1985 in Terrebonne, Québec) ist ein ehemaliger kanadischer Eishockeyspieler, der im Verlauf seiner aktiven Karriere zwischen 2001 und 2018 unter anderem 166 Spiele für die Edmonton Oilers und Anaheim Ducks in der National Hockey League (NHL) auf der Position des linken Flügelstürmers bestritten hat. Darüber hinaus absolvierte Jacques weitere 335 Partien in der American Hockey League (AHL) und war eine Spielzeit für den ERC Ingolstadt in der Deutschen Eishockey Liga (DEL) aktiv.

## Karriere

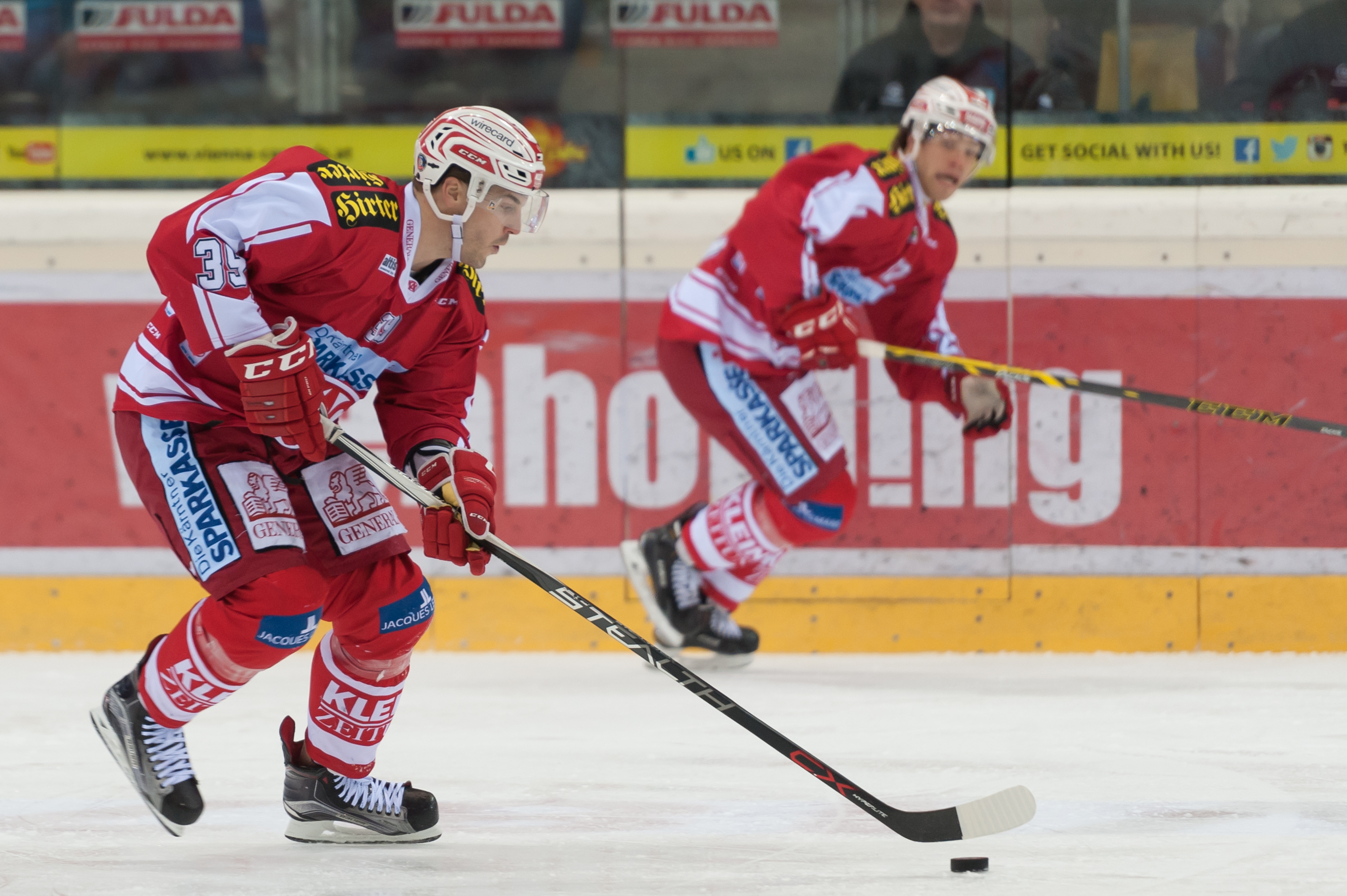
Jacques im Trikot des EC KAC (2016)

Jean-François Jacques war zunächst für die Estacades de Cap de Madeleine in einer unterklassigen kanadischen Juniorenliga der Provinz Québec aktiv. Anschließend ging der Stürmer von 2001 bis 2005 für die Drakkar de Baie-Comeau in der Ligue de hockey junior majeur du Québec (LHJMQ) aufs Eis. In dieser Zeit wurde er im NHL Entry Draft 2003 in der zweiten Runde als insgesamt 68. Spieler von den Edmonton Oilers ausgewählt, für die er in der Saison 2005/06 sein Debüt in der National Hockey League gab. Den Großteil der Spielzeit verbrachte er jedoch bei Edmontons Farmteam, den Hamilton Bulldogs aus der American Hockey League (AHL). Auch in den folgenden Spielzeiten stand Jacques jeweils für die Oilers sowie zusätzlich diverse AHL-Teams auf dem Eis. Zunächst in der Saison 2006/07 für die Wilkes-Barre/Scranton Penguins sowie anschließend jeweils für die Springfield Falcons und Oklahoma City Barons. Aufgrund einer Rückenoperation in der Sommerpause fiel der Kanadier für einen Großteil der Saison 2008/09 vom Ligabetrieb aus.
Im Juli 2011 unterzeichnete Jacques als Free Agent einen Kontrakt für ein Jahr bei den Anaheim Ducks. Im Verlauf der Saison 2011/12 absolvierte der Kanadier lediglich sechs NHL-Partien für die Kalifornier, während er bei deren AHL-Farmteam Syracuse Crunch zu den produktivsten Akteuren zählte. Im Juli 2012 unterzeichnete er als – abermals als Free Agent – einen Einjahresvertrag bei den Florida Panthers. Für die Panthers bestritt der Flügelstürmer bis zum Januar 2013 jedoch keine Partie, sondern stand ausschließlich für deren AHL-Kooperationspartner San Antonio Rampage auf dem Eis. Die Panthers transferierten ihn daher im Tausch für zukünftige Gegenleistungen (future considerations) zu den Tampa Bay Lightning. Die Lightning setzen ihn jedoch ebenso nur in der AHL bei den Syracuse Crunch ein, die mittlerweile die Geschicke des Franchises übernommen hatten. Die Spielzeit 2013/14 verbrachte Jacques auf Basis eines reinen AHL-Vertrags bei den Springfield Falcons.
Im Juni 2014 unterschrieb der Franko-Kanadier einen Zweijahresvertrag beim österreichischen Rekordmeister EC KAC aus der Erste Bank Eishockey Liga (EBEL). Dort machte er mit seinen Leistungen auf sich aufmerksam und stand nach Erfüllung des Vertrags in Klagenfurt ab August 2016 beim ERC Ingolstadt aus der Deutschen Eishockey Liga (DEL) unter Vertrag. Er verließ den Klub aber nach nur einer Spielzeit und kehrte kurzzeitig nach Kanada zurück, wo er sich über den Jahreswechsel 2017/18 bei den Éperviers de Sorel-Tracy in der semiprofessionellen Ligue Nord-Américaine de Hockey (LNAH) fit hielt. Anschließend wechselte er im Januar 2018 zum HC Pustertal in die Alps Hockey League, wo der 33-Jährige die Spielzeit und auch seine aktive Karriere im Sommer 2018 beendete.

## Erfolge und Auszeichnungen
- 2002 LHJMQ All-Rookie Team
- 2002 Goldmedaille beim Nations Cup
- 2003 Teilnahme am CHL Top Prospects Game

## Karrierestatistik

### International
Vertrat Kanada bei:
- World U-17 Hockey Challenge 2002
- Nations Cup 2002

(Legende zur Spielerstatistik: Sp oder GP = absolvierte Spiele; T oder G = erzielte Tore; V oder A = erzielte Assists; Pkt oder Pts = erzielte Scorerpunkte; SM oder PIM = erhaltene Strafminuten; +/− = Plus/Minus-Bilanz; PP = erzielte Überzahltore; SH = erzielte Unterzahltore; GW = erzielte Siegtore; 1 Play-downs/Relegation; Kursiv: Statistik nicht vollständig)